# فرنسيسكو دسوزا
فرنسيسكو دسوزا (بالإنجليزية: Francisco D'Souza)‏ هو كبير الإداريين التنفيذيين وشخصية أعمال أمريكي، ولد في 23 أغسطس 1968 في نيروبي في كينيا.